# Batalha de Konotop
A Batalha do Konotop (também conhecida como a Batalha de Sosnivka), foi a batalha entre Hetman da Ucrânia Ivan Vyhovsky e os seus aliados e o exército da Casa Real da Rússia, liderada pelo príncipe Aleksey Trubetskoy, no dia 29 de junho de 1659, nas arredores da cidade de Konotop (agora Oblast de Sumy, Ucrânia).

## Antecedentes
Essa batalha teve lugar durante o período da História da Ucrânia, que geralmente é referida como a Ruína. Foi o período das lutas internas incessantes, entre as diferentes fracções dos cossacos ucranianos. Este período começou com a morte do carismático e muito influente Hetman Bohdan Khmelnytsky em 1657.

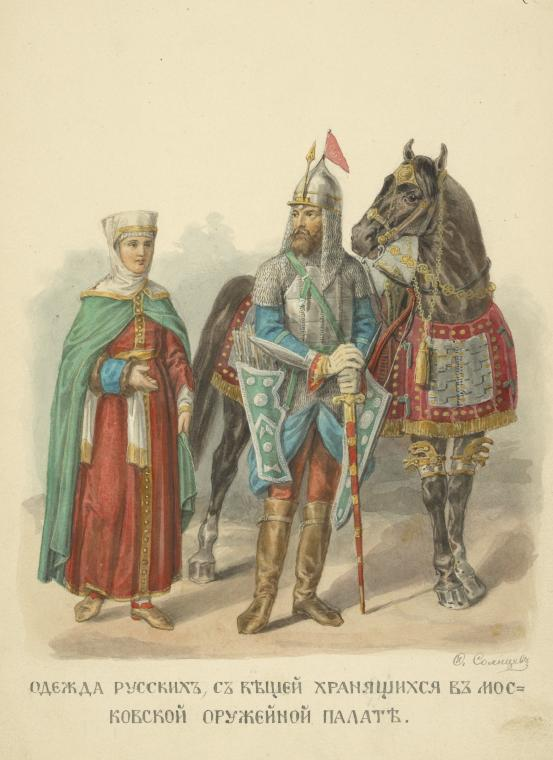
O cavalariano russo. Século XVII

Durante o período do seu hetmanato, Bohdan Khmelnytsky conseguiu afastar a Ucrânia da dominação da República das Duas Nações, mas foi forçado a assinar o acordo de amizade com a Casa Real da Rússia em 1654. O seu sucessor, conselheiro geral e confidente próximo Ivan Vyhovsky, ficou a lidar com a influência crescente do Moscovo nos assuntos internos da Ucrânia, além das ameaças da guerra civil por parte das facções dos cossacos que lhe opunham. Com a rápida deterioração da situação, Vyhovsky começou as negociações com os inimigos recentes, os polacos, concluindo a assinatura do Tratado de Hadiach em 16 de Setembro de 1658. Sob o novo tratado, três regiões da Ucrânia Central  (Kiev, Bratslav e Podilya) tornaram-se nações constituintes iguais  da Comunidade Polaco-Lituana conjuntamente com a Polónia e Lituânia sob o nome de Principado de Rus, formando a República polaco-lituana-rutena.
Na Primavera do 1659 o exército com 25,000 homens — foi enviado a Ucrânia para auxiliar Romodanovsky.
O exército chegou às fronteiras da Ucrânia no dia 30 de Janeiro de 1659 e ficou aquartelado durante 40 dias durante as negociações entre Príncipe Trubetskoy e Vyhovsky, pois o comandante russo tinha as instruções de persuadir os cossacos. Os cossacos, rivais ao Vyhovsky, comandados por Bezpaly, Voronko e os cossacos de Zaporizhia do comandante Barabash juntaram-se ao exército russo. O comandante supremo russo, Príncipe Aleksey Trubetskoy decidiu aniquilar a pequena guarnição (4,000 homens) do castelo do Konotop, liderados pelo coronel cossaco Hulyanytsky, antes de terminar as negociações com Vyhovsky.

## Cerco do Konotop

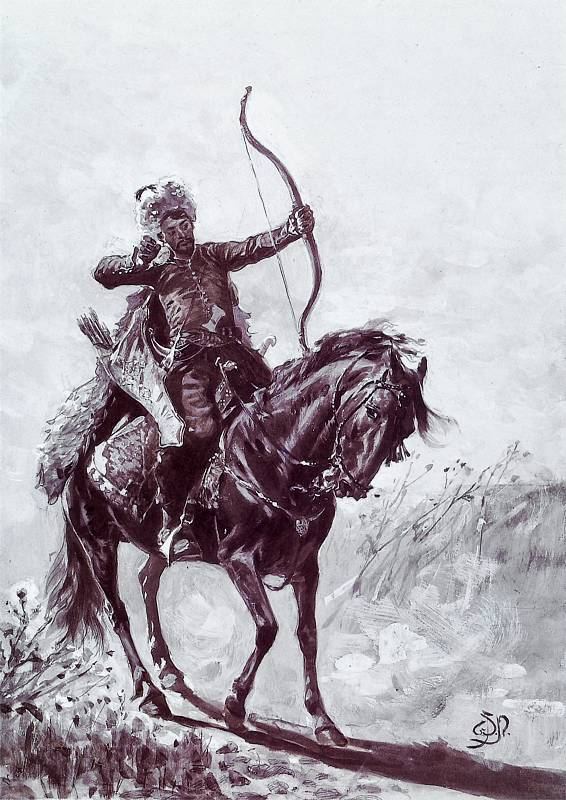
O arqueiro Tatar. Século XVII

Príncipe Trubetskoy esperava terminar rapidamente a questão do Konotop, mas o coronel Hulyanytsky e os seus cossacos recusaram-se a trair Hetman Vyhovsky, defendendo o castelo. De acordo com o historiador Markevych, no dia 21 de abril de 1659, após a oração matinal, Trubetskoy ordenou o assalto final do castelo. A cidade foi bombardeada com as bombas incendiárias e o enorme exército avançou contra Konotop. Em algum momento as tropas do Trubetskoy até entraram nas muralhas da cidade, mas foram expulsos pelos cossacos. Após o fiasco do assalto inicial, Trubetskoy abandonou o plano do assalto rápido e começou o cerco da cidade e o enchimento da fossa protectora com a terra. Os cossacos retiravam de noite, a terra deixada por os russos de dia, usando-a para reforçar os murros da cidade e até perpetuaram alguns contra – ataques contra as tropas do Trubetskoy.
Estes ataques forçaram Trubetskoy a afastar o seu aquartelamento cerca de 10 km fora da cidade e dividir as suas forças entre o exército principal e Quartel Geral. É estimado, que durante o cerco, as tropas do Trubetskoy perderam mais de 10,000 homens. Em vez de uma campanha rápida, o cerco arrastou-se por mais de 70 dias e deu ao Vyhovsky o tempo necessário para preparar a batalha contra o exército russo.
O Hetman não apenas organizou as suas tropas, mas também assegurou o apoio dos aliados — os tártaros da Crimeia e os polacos. Pelo acordo com os tártaros, o cã Maomé IV, encabeçou o exército de 30,000 homens e dirigiu-se ao Konotop no início do Verão de 1659, assim como o destacamento polaco de 4000 homens, apoiados pelos mercenários sérvios, moldovos e alemães.

## Batalha

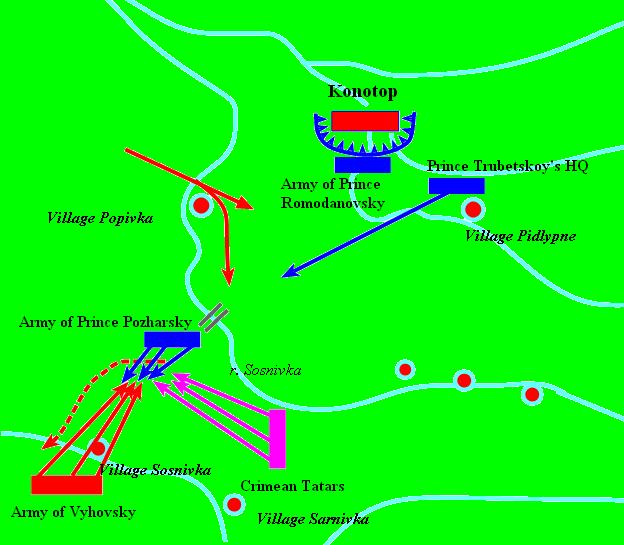

No dia 24 de junho de 1659 Vyhovsky e os seus aliados aproximaram-se à área e aniquilaram o pequeno destacamento de reconhecimento dos invasores russos, nas arredores da aldeia de Shapovalivka, à sudeste do Konotop. De acordo com o plano prévio, 30,000 tártaros ocuparam a margem esquerda do rio Sosnivka e as forças do Vyhovsky com os polacos e mercenário posicionaram-se na aldeia de Sosnivka, ao sul do rio com o mesmo nome 
Vyhovsky deixou o comando do exército para o irmão do coronel Hryhoriy Hulyanytsky, Stepan Hulyanytsky, e com um pequeno regimento cossaco marchou sobre o Konotop. Na manha do dia 27 de Junho de 1659, o destacamento do Vyhovsky atacou o exército do Trubetskoy nas arredores do Konotop, capturando um grande número dos cavalos do inimigo, dispersando os nas estepes vizinhas. O inimigo contra – atacou e Vyhovsky atravessou a ponte para outra margem do rio Sosnivka, dirigindo-se para o seu campo. Informado sobre o ataque, Príncipe Trubetskoy destacou um regimento de 7,000 homens, comandado por Príncipe Semen Pozharsky, com a participação dos cossacos do Bezpalyi, atravessando o rio para atacar Ivan Vyhovsky.
No dia 28 de Junho de 1659, Príncipe Semen Pozharsky, perseguindo os cossacos atravessou o rio Sosnivka e aquartelou o seu exército na margem sul do rio. Durante a noite, o pequeno destacamento cossaco, chefiado pelo Stepan Hulyanytsky, atrás das linhas inimigas, capturou e destruiu a ponte, que Pozharsky usou para atravessar o rio. Além disso, a ponte destruído obstruiu o fluir do rio, alagando os campos em seu redor.
Nas primeiras horas da manha do dia 29 de Junho de 1659, Vyhovsky na frente do pequeno destacamento cossaco atacou o exército do Pozharsky. Após as pequenas escaramuças, com o exército muito maior do que o seu, as forças ucranianas fingiram a retirada desorientada na direcção do seu aquartelamento principal. Pozharsky, sem suspeitar nada, ordenou a perseguição do inimigo pelo seu exército. Uma vez que os russos entraram na aldeia de Sosnivka, os cossacos efectuaram três disparos de canhões, dando sinal aos tártaros, começando o seu próprio contra – ataque com todas as forças estacionadas em Sosnivka. Príncipe Semen Pozharsky ordenou a retirada, mas a sua cavalaria pesada e artilharia ficaram presos nos campos previamente alagados pelos cossacos. Neste momento os tártaros avançaram do flanco oriental, começando a chacina do exército russo. Quase 7,000 homens foram mortos, apenas alguns capturados vivos. Entre os capturados estava o próprio Príncipe Semen Romanovich Pozharsky, príncipe Semen Petrovich Lvov, dois príncipes Buturlin, Príncipe Lyapunov, Príncipe Skuratov, Prince Kurakin e muitos outros. O salvador do Moscovo dos polacos Dmitry Pozharsky e Príncipe Semen Pozharsky foram levados perante o Khan da Crimeia Mehmed IV Giray. Pozharsky era muito rude com o Khan de acordo com testemunhas, e de acordo com o historiador russo Sergey Solovyov ele dizia as palavrões e cuspiu na cara do Khan. Por isso foi decapitado pelos tártaros e a sua cabeça foi enviada com um dos prisioneiros até o aquartelamento do Trubetskoy.
Informado sobre a derrota do Pozharsky, Trubetskoy ordenou o levantamento do cerco do Konotop e começou a sua retirada da Ucrânia. Naquele momento os cossacos do coronel Hulyanytsky que resistiam dentro do castelo, atacaram o exército russo por trás dos murros. Trubetskoy perdeu a maior parte da sua artilharia, bandeiras militares e o tesouro. Na sua retirada, os russos defendiam-se bem e Vyhovsky com os tártaros pararam a sua perseguição de três dias junto à fronteira russa.

## Resultados e significado
O proeminente historiador russo do século XIX, Sergey Solovyov, descreve a chegada das tropas do Trubetskoy a Moscovo assim:
A derrota foi tão dura, porque foi inesperada, precedida de várias vitórias ilustres! Recentemente o conde Dolgoruki levou a Moscovo o aprisionado hetman da Lituânia, apenas recentemente toda a gente falava sobre os sucessos do Khovansky — e agora Trubetskoy, em quem todos tinham as esperanças maiores, do que nos outros — arruinou o exército enorme! Após a captura de tantas cidades, após a captura da capital lituana, a cidade real receou a sua própria segurança: em Agosto, czar decretou que as pessoas de todos os estatutos sociais devem empenhar-se nos trabalhos de fortificação em redor do Moscovo. Até o czar e os seus boiardes estavam presentes na construção; as pessoas das áreas longínquas, e espalharam-se os rumores, do que o czar deixou Moscovo para afixar-se além do rio Volga em Yaroslavl.
Infelizmente, a guerra civil ucraniana continuou e o período da Ruína conseguiu aquilo que Trubetskoy e seu exército não alcançaram. Após as forças do Hetman Vyhovsky conseguirem ocupar algumas cidades ucranianas, os cossacos de Zaporizhia, liderados por Ivan Sirko atacaram os tártaros da Crimeia no Sul e Khan Giray foi forçado a deixar a Ucrânia. Algumas cidades imediatamente rebelaram-se contra Vyhovsky: Lokhvytsia, Hadyach, Poltava, Romny. Apenas dois meses após a batalha, os cidadãos do Nizhyn juraram a fidelidade ao czar russo. No mesmo mês, os cidadãos e os regimentes cossacos em Kiev, Pereyaslav, Chernihiv também passaram ao lado russo.
No mesmo ano, Vyhovsky foi forçado a abandonar o posto de Hetman e emigrar para a Polónia  onde mais tarde foi executado pelos polacos em 1664. A sua derrota é largamente atribuída à sua aliança impopular com os polacos, além da aparente incapacidade de obter os apoios entre as camadas mais largas da população ucraniana e não apenas entre a rica elite dos cossacos, que por sua vez pretendiam trai-lo, em detrimento dos acordos com Moscovo ou Varsóvia.
A batalha do Konotop foi o tópico abandonado na historiografia soviética.. Essa atitude pode ser explicada pelo facto, do que a verdade histórica dos acontecimentos, contestar fortemente a propaganda russa sobre a unidade dos eslavos orientais, em particular sobre a "amizade eterna dos russos e ucranianos" e sobre o "desejo natural dos ucranianos de viver reunidos com a Rússia". Apesar da enorme bravura dos cossacos — especialmente aqueles que defenderam a cidade de Konotop, a sua vitória teve um impacto muito reduzido na história da Ucrânia, onde as ambições pessoais dos dirigentes prevaleceram sobre a ideia do bem nacional comum.

## Ligações externos
- O reino do Czar Alexi Mikhailovich. (Solovyov S. М.) (Rus.)
- História do Konotop (Ukr.)
- Enciclopédia Histórica (Ukr.)
- A tragédia do Konotop. 1659. (Rus.)
- A batalha do Konotop (Rus.)
- História da pequena Rússia (N. Маrkevich) (Rus.)
- A batalha do Konotop. S. Makhun. (Rus.)
- A batalha do Konotop: a vitória que podia ser evitada, mas deve ser recordada. (Ukr.)